# Angela Alupei
Angela Alupei, született Angela Tamaș (Bákó, 1972. május 1. –) olimpiai bajnok román evezős.

## Pályafutása
Az 1996-os atlantai olimpián négypárevezősben a tizedik helyen végzett társaival. A 2000-es sydney-i és a 2004-es athéni olimpián olimpiai bajnok lett könnyűsúlyú kétpárevezős versenyszámban Constanța Burcică-Pipotăval.

## Sikerei, díjai
- Olimpiai játékok – könnyűsúlyú kétpárevezős
  - aranyérmes (2): 2000, Sydney, 2004, Athén